# Tartan (tworzywo sztuczne)

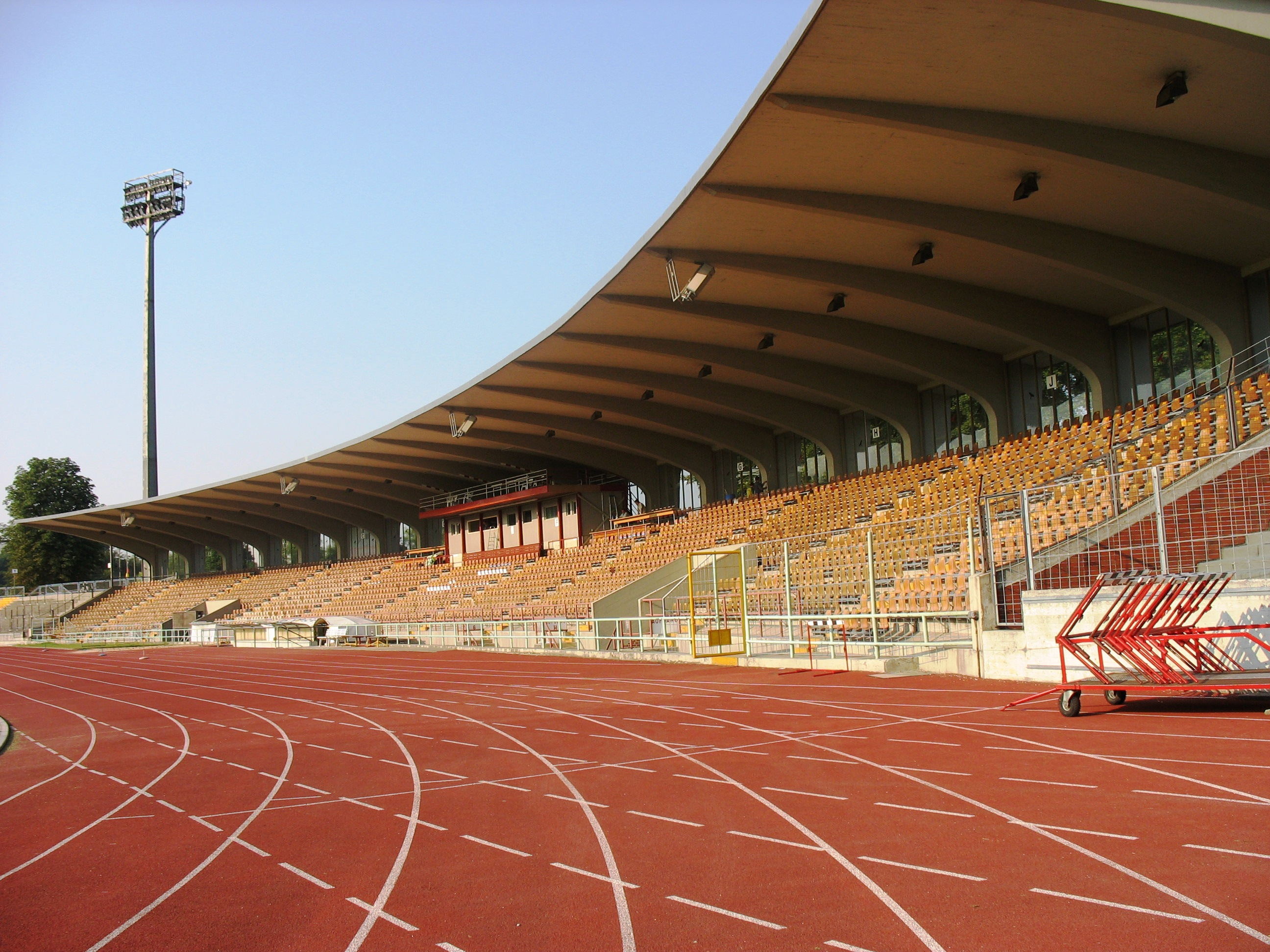
Sztuczna nawierzchnia na stadionie Rosenaustadion

Tartan – tworzywo poliuretanowe, odporne na ścieranie i temperaturę. Używa się go do wykładania bieżni, rozbiegów i rzutni boisk sportowych.
W przybliżeniu połowa składników to poliizocyjaniany, resztę stanowią wypełniacze i barwniki.
Rozprowadzany jest w postaci płynnej na odpowiednio utwardzonym podłożu (betonowym, asfaltowym). Tworzy sprężystą i trwałą warstwę.